# 櫻木千華
櫻木 千華（さくらぎ ちか、1991年6月9日 - ）は、山梨県出身の女子バスケットボール選手である。ポジションはF。現役時代はバスケットボール女子日本リーグの三菱電機コアラーズに所属した。

## 来歴
ミニバスケから吉田中学校を経て富士学苑高へ進学。
卒業後、三菱電機に入社。1年目より11試合スタメン出場し、Wリーグ復帰に貢献。
2011年、ウィリアム・ジョーンズカップに出場するU-24日本代表に選出される。
2013年アジア選手権日本代表として優勝。
その後相次ぐ負傷に見舞われた。2015-16シーズン後半に完全復帰。
2018年、女子日本代表候補に選出される。
2020-21シーズン限りで引退し、Wリーグ功労賞を受賞した

## 経歴
- 富士学苑高 - 三菱電機（2010年〜2021年）

## 日本代表歴
- 2011ウィリアム・ジョーンズカップ
- 2013年バスケットボール女子アジア選手権